# Królewiec (Basse-Silésie)
Pour les articles homonymes, voir Królewiec.
Królewiec est une localité polonaise de la gmina de Przeworno, située dans le powiat de Strzelin en voïvodie de Basse-Silésie.